# مقاطعة بورتر (إنديانا)
مقاطعة بورتر هي مقاطعة في إنديانا، بلغ عدد سكانها 164٬343  نسمة، في 2010، عاصمتها فالبارايسو، تبلغ مساحتها 1٬351 كيلومتر مربع.

## الموقع
تشترك في الحدود مع:
- بحيرة ميشيغين.

## التقسيمات الإدارية
- فالبارايسو.

## أعلام
- جوب بارنارد